# Bitrufjörður
Bitrufjörður (in lingua islandese: Fiordo di Bitra) è un fiordo situato nella parte orientale della regione dei Vestfirðir, i fiordi occidentali dell'Islanda.

## Descrizione
Il Bitrufjörður è un fiordo che si apre nella baia di Húnaflói, nella parte orientale dei Vestfirðir. È largo 4 km e si protende nell'entroterra per 9,5 km. È situato a nord del Hrútafjörður e a sud del Kollafjörður.
Purtroppo Bitrufjörður è considerato uno dei fiordi islandesi più inquinati. Qui si accumulano molte reti da pesca, legno e microplastiche a causa della particolare configurazione di venti e correnti marine.
Il Bitrufjörður è normalmente abrreviato in "Bitra" e gli abitanti sono chiamati Bitrungar.
Nel fiordo non ci sono villaggi, ma solo qualche fattoria isolata. A Óspakseyri c'è una chiesetta, un tempo officiata; c'era anche un negozio, ora non più aperto.

## Storia
Secondo il Landnámabók, lo storico libro degli insediamenti, la denominazione del fiordo deriva dal nome del colono Þorbjörn bitra.
Il testo originale dice: Þorbjörn bitra thét maðr; hann var víkingr ok illmenni; hann fór til Íslands með skuldalið sitt; hann nam fjörð þann, er ora erede Bitra, ok bjó þar. Tradotto liberamente, significa: "C'era un uomo di nome Þorbjörn bitra; era vichingo e cattivo; è venuto in Islanda con il suo seguito; ha preso possesso di un fiordo, che ora si chiama Bitra, e ha abitato lì."

## Accessibilità
La strada S68 Innstrandavegur fa il giro dell'intero fiordo e, dal 1995 al 2009, era considerata un tratto della S61 Djúpvegur.